# 佐久間盛遠
佐久間 盛遠（さくま もりとお、寛文2年（1662年） - 享保5年9月29日（1720年10月30日））は、江戸時代の旗本。佐久間氏の一族。実は佐久間勝種の次男。従兄勝興の養子となった。初め勝秀を名乗る。また勝春とも名乗った。通称は四郎次郎。妻は渡辺伊右衛門時の娘。子に佐久間勝忠。
寛文4年（1664年）12月10日、養父勝興の死去により3歳で家督（信濃国水内郡、近江国高島郡、3000石＝赤沼知行所）を相続。
天和2年（1682年）8月11日、実父勝種が訴えにより取り調べを受けた際、那須資彌にお預けとなり、知行所は召し上げられた。22日に勝種の遠流が決定すると、これに連座して亀井茲親にお預けとなった。その後、天和3年（1683年）6月25日に赦された。
元禄3年（1690年）8月15日、小普請となり蔵米200俵を賜った。